# Pelourinho de Faílde e Carocedo
O Pelourinho de Faílde e Carocedo localiza-se na freguesia de Parada e Faílde, no município de Bragança, distrito de Bragança, em Portugal.
Este pelourinho encontra-se classificado como Imóvel de Interesse Público desde 1933.